# Richard Estigarribia
Richard Estigarribia (ur. 1982) – paragwajski piłkarz występujący na pozycji napastnika.

## Kariera piłkarska
Od 2002 roku występował w Kyoto Purple Sanga, 12 de Octubre, Cobreloa, Sport Áncash, Universidad César Vallejo, José Gálvez, Total Chalaco, Independiente José Terán, Inti Gas, Aucas, Oriente Petrolero, San Lorenzo i Cienciano.